# فلوريس فـان دير ليندن
فلوريس فـان دير ليندن (بالهولندية: Floris van der Linden)‏ هو لاعب كرة قدم هولندي في مركز الهجوم، ولد في 10 أبريل 1996 في Ouderkerk aan de Amstel ‏ في هولندا. لعب مع نادي تلستار ‏.

## وصلات خارجية
- فلوريس فـان دير ليندن على موقع قاعدة بيانات كرة القدم.إي يو (الإنجليزية)
- فلوريس فـان دير ليندن على موقع Soccerway.com (الإنجليزية)
- فلوريس فـان دير ليندن على موقع عالم كرة القدم.نت (الإنجليزية)